# Лузянське сільське поселення
Лузя́нське сільське поселення (рос. Лузянское сельское поселение) — адміністративна одиниця у складі Даровського району Кіровської області Росії. Адміністративний центр поселення — село Красне.

## Історія
Станом на 2002 рік на території сучасного поселення існували такі адміністративні одиниці:
- Кривецький сільський округ (присілки Івашевська, Крестовська, Кривецька, Савіновська, Хвойська)
- Лузянський сільський округ (село Красне, селища Субор, Чорноріцький, присілки Боровська, Велика Верховська, Велика Лукінська, Гляденовська, Грем'ячевська, Громаздінська, Єзевська, Заміталово-1, Заміталово-2, Запольська, Краснопольська, Мала Лукінська, Мачехонська, Морозовська, Обрадовська, Селевська, Совіхінська, Уползінська, Широкородська, Шубенська)

Поселення було утворене згідно із законом Кіровської області від 7 грудня 2004 року № 284-ЗО у рамках муніципальної реформи шляхом об'єднання Кривецького та Лузянського сільських округів.

## Населення
Населення поселення становить 1010 осіб (2017; 1067 у 2016, 1106 у 2015, 1160 у 2014, 1198 у 2013, 1284 у 2012, 1353 у 2010, 1897 у 2002).

## Склад
До складу поселення входять 21 населений пункт:
| Населений пункт             | Населення, осіб (2002) | Населення, осіб (2010) |
| --------------------------- | ---------------------- | ---------------------- |
| Боровська, присілок         | 23                     | 12                     |
| Велика Верховська, присілок | 68                     | 43                     |
| Велика Лукинська, присілок  | 112                    | 71                     |
| Гляденовська, присілок      | 0                      | 0                      |
| Грем'ячевська, присілок     | 3                      | 0                      |
| Громаздінська, присілок     | 2                      | -                      |
| Єзевська, присілок          | 30                     | 14                     |
| Заміталово-1, присілок      | 0                      | -                      |
| Заміталово-2, присілок      | 19                     | 0                      |
| Запольська, присілок        | 22                     | 10                     |
| Івашевська, присілок        | 0                      | -                      |
| Краснопольська, присілок    | 3                      | 0                      |
| Крестовська, присілок       | 9                      | 5                      |
| Красне, село                | 601                    | 552                    |
| Кривецька, присілок         | 287                    | 212                    |
| Мала Лукинська, присілок    | 7                      | 3                      |
| Мачехонська, присілок       | 51                     | 36                     |
| Морозовська, присілок       | 9                      | 0                      |
| Обрадовська, присілок       | 0                      | -                      |
| Савіновська, присілок       | 0                      | -                      |
| Селевська, присілок         | 0                      | -                      |
| Совіхінська, присілок       | 0                      | -                      |
| Субор, селище               | 403                    | 319                    |
| Уползінська, присілок       | 17                     | 1                      |
| Хвойська, присілок          | 33                     | 15                     |
| Чорноріцький, селище        | 119                    | 0                      |
| Широкородська, присілок     | 25                     | 13                     |
| Шубенська, присілок         | 54                     | 47                     |